# Coal City (Illinois)
Coal City è un villaggio degli Stati Uniti d'America, situato nello Stato dell'Illinois, diviso tra la contea di Grundy e la contea di Will.